# Magomed Aripgadjiev
Magomed Aripgadjiev (n. 23 septembrie 1977, Kaspiisk, RSFS Rusă, URSS) este un boxer ce a reprezentat Azerbaidjan și Belarus, medaliat olimpic. A participat la două ediții ale Jocurilor Olimpice (2000, 2004) în care a câștigat o medalie de argint.